# 1940 год в истории метрополитена
В этой статье перечисляются основные  события из истории метрополитенов в 1940 году. Полужирным шрифтом выделены открытия новых транспортных систем.

## События
- Суточный пассажиропоток Московского метрополитена достиг 1 миллиона человек[1]. В среднем по году среднесуточные перевозки достигли 1030,3 тысячи пассажиров, а в январе 1940  — 1159,3 тысяч пассажиров[2]. В связи с возросшим пассажиропотоком в том же январе был введён 34-парный график движения по Кировской линии с организацией зонного движения с оборотом по станции «Комсомольская»[2].
- Начались работы по проектированию первой трассы Ленинградского метрополитена длиной 13,4 км. В декабре приступили к проходке транспортно-вентиляционных стволов[3].
- 15 декабря — начали действовать маршруты B, D и F Нью-Йоркского метрополитена.